# Сказка о молодце-удальце, молодильных яблоках и живой воде
«Сказка о молодце-удальце, молодильных яблоках и живой воде» — русская народная сказка, записанная фольклористом А. Н. Афанасьевым. Варианты сказки имеют номера 171—178 в первом томе его  сборника «Народные русские сказки».
Печаталась в сборниках русских сказок, выпускалась также отдельной книгой и в виде аудиосказок.

## Сюжет
Существует несколько версий этой сказки, записанных в Тамбовской, Пермской, Архангельской, Тверской и Новгородской губерниях.
В некотором царстве жил царь, у которого было три сына: старший — Фёдор, средний — Василий, младший — Иван. Когда их отец сильно постарел и стал терять зрение, он узнал, что за тридевять земель от его царства существует сад с молодильными яблоками и колодец с живой водой. Если съесть яблоко из этого сада — человек помолодеет; если умыть водой слепцу глаза — он прозреет.
В поисках этих чудес был послан сначала старший сын, который не вернулся; потом средний сын, которого постигла такая же участь. После чего на поиски был отпущен младший сын царя — Иван-царевич. Пережив ряд удивительных приключений и повстречав на своём пути много различных сказочных существ, младший сын освободил своих старших братьев, доставил отцу молодильные яблоки и живую воду, а также нашел своё счастье — девицу Синеглазку, с которой уехал жить в её царство.
Сказка говорит о мужестве и силе воли главного её героя при достижении поставленной цели. В разных вариантах сказки приводятся различные имена героев, в их числе: царь имел имя Ефимьян и жил с царицей, старший сын имел имя Дмитрий, средний — Егор; владелицей сада и живой воды указана Елена Прекрасная. В сказках фигурируют: Восьмиголовый змей (дракон), Баба-яга, слуга Макарка, Меч-кладенец.

## Экранизации
- «Молодильные яблоки» — рисованный мультипликационный фильм 1974 года, где роль Ивана озвучил Гарри Бардин, а роль Серого волка — Анатолий Папанов.
- В 1988 году был выпущен диафильм «Сказка о молодильных яблоках и живой воде» в двух частях[3].